# David Barsamian

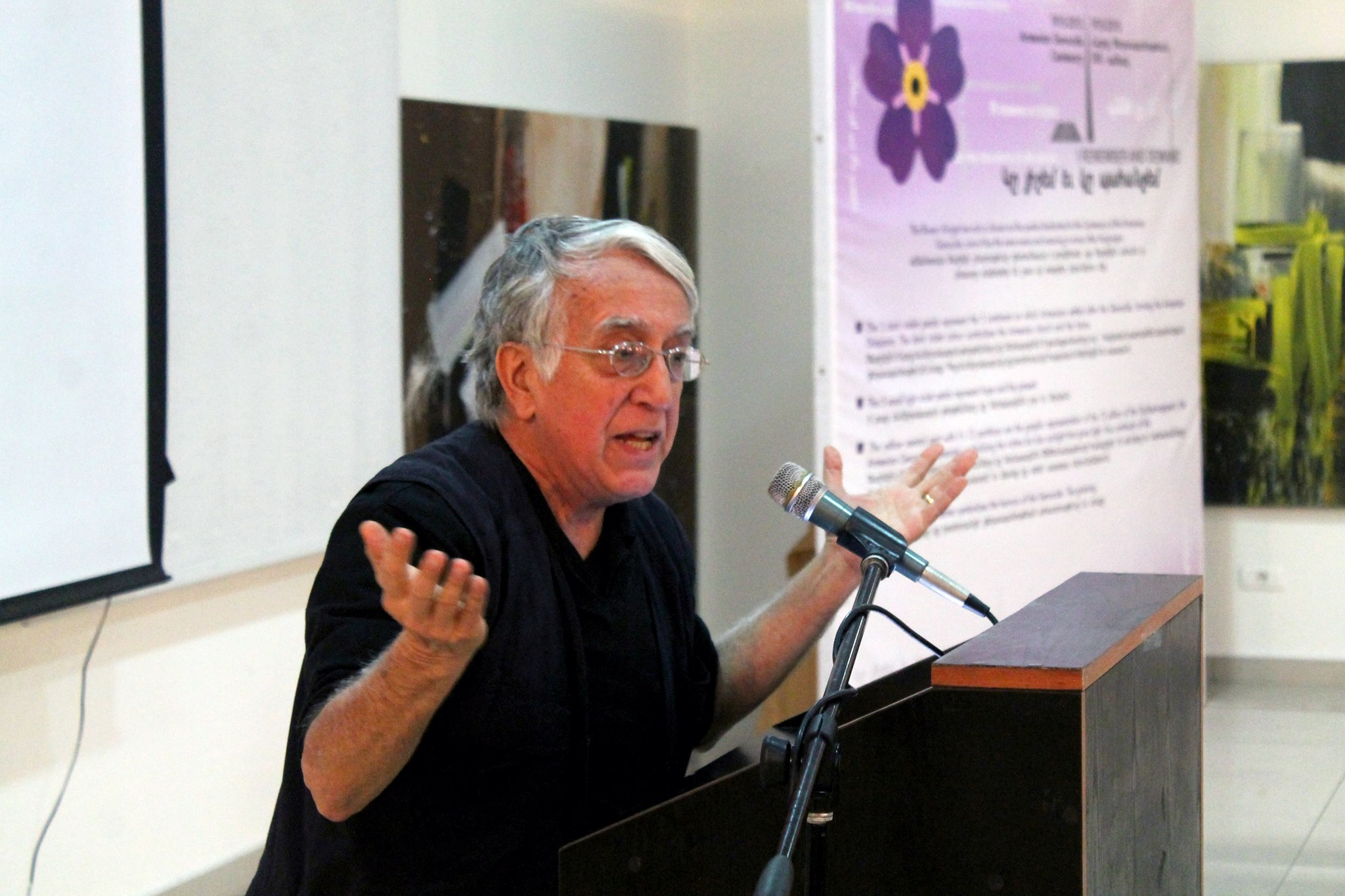
David Barsamian

David Barsamian (* 1945 in New York) ist ein Radioreporter und Schriftsteller armenisch-amerikanischer Herkunft. Er ist außerdem Gründer und Direktor des Alternative Radio, eines in Boulder, Colorado ausgestrahlten wöchentlichen Gesprächsprogramms, das von etwa 150 Radiostationen in verschiedenen Ländern übertragen wird.

## Leben und politisches  Wirken
Barsamian begann 1978  beim KGNU in Boulder, Colorado zu arbeiten, danach war er am KRZA in Alamosa, Colorado tätig.
Artikel und Interviews von und mit Barsamian sind in den Magazinen The Progressive, The Nation und im Z Magazine erschienen. Barsamian lehrt auch Außenpolitik der Vereinigten Staaten, Kontrolle der Konzerne, Medien und Meinungsmanipulation. Er ist Mitglied der Campaign for Peace and Democracy.
Als Autor ist Barsamian für eine Reihe von Interviews mit Noam Chomsky bekannt, die als Buch veröffentlicht wurden.
Am 23. September 2011 wurde Barsamian aus Indien deportiert. Nach Ankunft im Indira Gandhi International Airport verweigerte man ihm die Einreise und veranlasste ihn zum Rückflug. Barsamian erklärt dieses Verhalten als Reaktion auf seine Reportage zu Menschenrechtsverletzungen in Jammu und Kashmir.

## Publikationen (Auswahl)
- Noam Chomsky, David Barsamian: Chronicles of dissent. Interviews with David Barsamian. Common Courage Press / AK Press, Monroe, Me. / Stirling, Scotland 1992, ISBN 0-9628838-9-1.
- David Barsamian (Hrsg.): Stenographers to power. Media and propaganda. Common Courage Press, Monroe, Me 1992, ISBN 0-9628838-5-9 (Interviews mit Noam Chomsky).
- Noam Chomsky, David Barsamian: Keeping the rabble in line. Interviews with David Barsamian. Common Courage Press, Monroe, Me 1994, ISBN 1-56751-033-7 (zmag.org).
- Edward W. Said, David Barsamian: The pen and the sword. Conversations with Edward Said. Haymarket Books, Chicago, IL 2010, ISBN 978-1-931859-95-0.
- Noam Chomsky, David Barsamian: Secrets, lies, and democracy. Odonian Press, Tucson, Ariz 1994, ISBN 1-878825-04-6.
- Noam Chomsky, David Barsamian: The Chomsky trilogy. Odonian Press, Berkeley, Calif. 1995, ISBN 1-878825-07-0.
- Noam Chomsky, Luis Urrutia O’Nell: The Chomsky quartet. Odonian Press / South End, Tucson / Distr. Saint Paul, Minn 2005, ISBN 1-878825-16-X.
- Noam Chomsky, David Barsamian: The prosperous few and the restless many. Odonian Press, Berkeley, Calif 1993, ISBN 1-878825-03-8.
- Noam Chomsky: What Uncle Sam really wants. Odonian Press, Berkeley 1992, ISBN 1-878825-01-1.
- Noam Chomsky, David Barsamian: Class warfare. Interviews with David Barsamian. Common Courage Press, Monroe, Me 1996, ISBN 1-56751-093-0.
- Noam Chomsky, David Barsamian, Arthur Naiman: The common good. Odonian Press, Monroe, ME 1998, ISBN 1-878825-08-9.
- Howard Zinn, David Barsamian: The future of history. Interviews with David Barsamian. Common Courage Press, ISBN 1-56751-157-0.
- Eqbal Ahmad, David Barsamian: Eqbal Ahmad, confronting empire. Interviews with David Barsamian. 1. Auflage. South End Press, Cambridge, Mass 2000, ISBN 0-89608-615-1.
- David Barsamian: The decline and fall of public broadcasting. South End Press, Cambridge, Mass 2001, ISBN 0-89608-655-0.
- David Barsamian; Noam Chomsky: Propaganda and the public mind. Conversations with Noam Chomsky. Pluto, London 2001, ISBN 0-7453-1788-X.
- Noam Chomsky: 9-11. Seven Stories Press, New York 2001, ISBN 1-58322-489-0.
- Eqbal Ahmad, David Barsamian: Terrorism. Theirs and ours. Special, Seven Stories Press 1. Auflage. Seven Stories Press, New York 2001, ISBN 1-58322-490-4.
- Edward Wadie Said, David Barsamian: Culture and resistance conversations with Edward W. Said. Pluto, London 2003, ISBN 0-7453-2018-X.
- David Barsamian, Arundhati Roy: The checkbook and the cruise missile. Conversations with Arundhati Roy. 1. Auflage. South End Press, Cambridge, Mass 2004, ISBN 0-89608-711-5.
- David Barsamian: Louder than bombs. Interviews from the Progressive magazine. South End Press, Cambridge, Mass 2004, ISBN 0-89608-726-3.
- Imperial ambitions. Conversations on the post-9/11 world. Metropolitan Books, New York 2005, ISBN 1-4299-8081-8.
- Tariq Ali, David Barsamian: Speaking of empire and resistance. Conversations with Tariq Ali. New Press, New York 2005, ISBN 1-56584-954-X.
- David Barsamian, Noam Chomsky, Ervand Abrahamian, Nahid Mozaffari: Targeting Iran. City Lights Books, San Francisco 2007, ISBN 978-0-87286-458-0.
- Noam Chomsky, David Barsamian: What we say goes: conversations on U.S. power in a changing world. Interviews with David Barsamian. 1st ed Auflage. Metropolitan Books, New York 2007, ISBN 978-0-8050-8671-3.
- Richard Wolff, David Barsamian: Occupy the economy. Challenging capitalism. City Lights Books, San Francisco, CA 2012, ISBN 978-0-87286-567-9.
- Noam Chomsky, David Barsamian: Power systems. Conversations on global democratic uprisings and the new challenges to U.S. empire. Macmillan, New York 2013, ISBN 978-0-8050-9616-3.
- Howard Zinn: Original Zinn: Conversations on History and Politics with David Barsamian. HarperCollins, 2014, ISBN 978-0-06-175141-7 (Erstausgabe:  2006).

## Filmographie
- 1992: Die Konsensfabrik. Noam Chomsky und die Medien (Manufacturing Consent: Noam Chomsky and the Media)
- 2006: Independent Intervention
- 2013: Targeting Iran – als Interviewpartner in einer Dokumentation, die auf seinem gleichnamigen Buch beruht[8]